# Bruce Kimball
Bruce D. Kimbal (Ann Arbor, 11 giugno 1963) è un tuffatore statunitense.

## Biografia
È nato ad Ann Arbor nello Stato federato del Michigan. È figlio dell'allenatore di tuffi Dick Kimball.
Ha rappresentato gli Stati Uniti d'America ai Giochi olimpici di Los Angeles 1984, vincendo la medaglia d'argento nel concorso dei tuffi dalla piattaforma 10 metri, chiudendo la gara alle spalle del connazionale e pluricampione olimpico Greg Louganis.
Il 1 ° agosto 1988, due settimane prima dei Giochi olimpici di Seul 1988, Bruce Kimball travolse un gruppo di adolescenti mentre guidava ubriaco la propria automobile ad una velocità di circa 110–140 km/h. L'impatto ha provocato la morte di due ragazzi ed il ferimento di altri quattro. Nonostante la tragedia, Kimball ha preso parte alle prove per unirsi alla squadra olimpica, ma non ha partecipato ai Giochi. Durante il processo si è dichiarato colpevole di due capi di imputazione per omicidio colposo. Il 31 gennaio 1989 ed è stato condannato a diciassette anni di reclusione. È stato rilasciato il 24 novembre 1993, dopo aver scontato una pena inferiore a cinque anni. Come pena accessoria, è stato disposta la revoca permanente della patente di guida da parte del giudice Harry Lee Coe.
In relazione all'incidente la National Road Safety ha realizzato il cortometraggio The Aftermath prodotto e diretto da Mark Sadan.

## Palmarès
- Giochi olimpici

Los Angeles 1984: bronzo nella piattaforma 10 m.
- Campionati mondiali di nuoto

Guayaquil 1982: bronzo nella piattaforma 10 m;
Madrid 1986: bronzo nella piattaforma 10 m;
- Vincitore della Coppa del Mondo della piattaforma 10m nel 1987